# Estuaire
Pour les articles homonymes, voir Estuaire (homonymie).
 (janvier 2017).

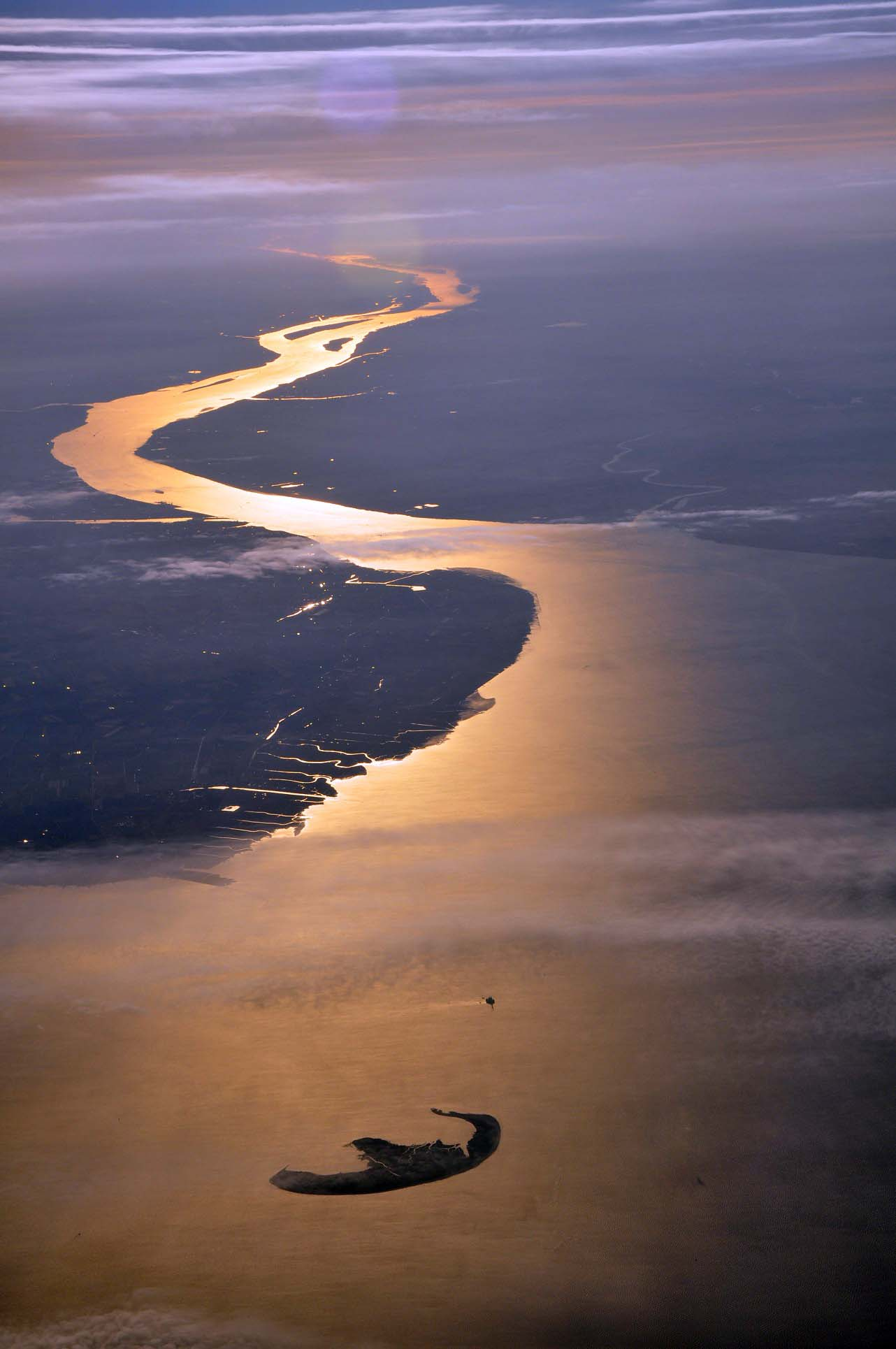
Vue aérienne de l'estuaire de l'Elbe.

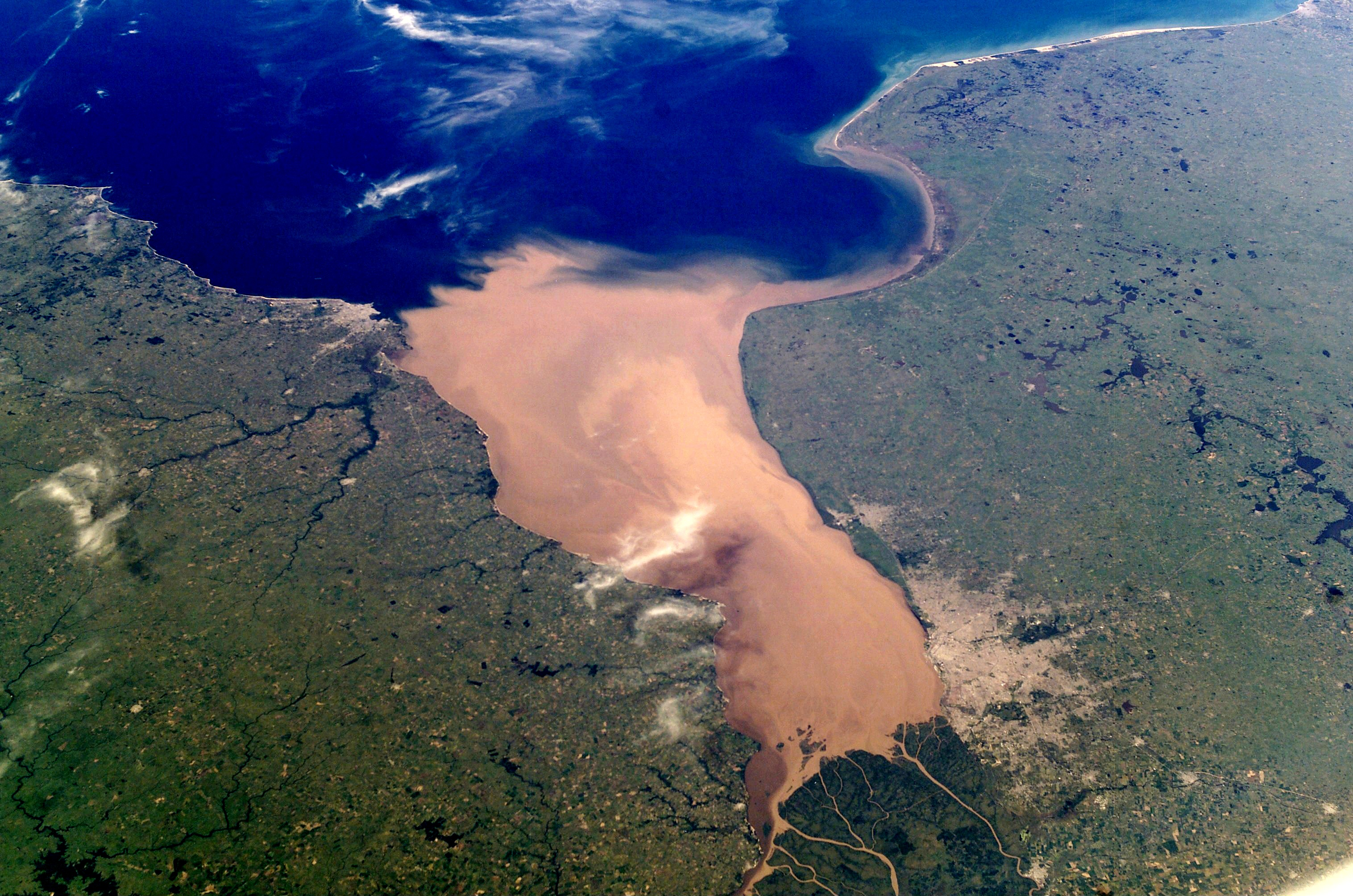
Image satellitaire de l'estuaire du río de la Plata et de son bouchon vaseux.

Un estuaire (du latin aestus, « marée », substantif du verbe aesto « je bouillonne ») est l'embouchure d'un fleuve important qui s'évase vers l'aval et dans laquelle pénètre profondément la marée. Lorsque l'embouchure est dominée par les apports sédimentaires dans les mers à courants côtiers et de marée importants sur une côte à faible relief, il se forme un estuaire. Des sédiments surtout fins, d'origine fluviale (argiles, limons et sables) et marine (sables et graviers), se déposent sur les berges par le processus d'accrétion ou dans la basse vallée par le processus de colmatage (ensablement, envasement). Ces processus contraignent le cours d'eau à emprunter des chenaux primaires et secondaires bordés par ces accumulations sédimentaires (vasières latérales et bancs sableux médians).
Cette forme littorale fluvio-marine se distingue de celle dues à l'ennoyage par la mer de vallées continentales sans apport sédimentaire important (rias, calanques et fjords). Zones d'accumulation sédimentaire privilégiée, elle se distingue aussi des deltas qui se forment dans les mers à faibles marées ou lorsque la charge sédimentaire du fleuve est trop importante
L'effet de la mer ou de l'océan est perceptible dans toute la zone estuarienne. Pour certains, il correspond à toute la portion du fleuve — semi-close — où l'eau est salée ou saumâtre ; pour d’autres, c'est la présence de l’effet dynamique de la marée sur les eaux fluviales qui le définit ou encore un assemblage faunistique ou écologique typiquement « estuarien ». Il est dit microtidal, mésotidal ou macrotidal respectivement selon que son amplitude de  marée  est  faible, moyenne  ou  forte. Selon Pritchard (1967) par convention, on ne parle pas d'estuaires pour les fleuves qui se jettent dans des mers fermées qui n'ont pas de marée.
L’estuaire est un écotone mouvant dont les limites sont d’appréciation délicate. Elles s’apprécient généralement sur l'analyse du mouvement des masses d’eau douces et salées, sur la base du flot principal ou moyen de la marée.
Chaque estuaire est un système physique et écologique dynamique et unique, incluant des zones humides, des méandres sans cesse remodelés par les vents et courants, des charges de matières en suspension apportées par le fleuve, et selon la nature du contexte géologique et du bassin versant, le climat, les vents et les interventions humaines historiques et contemporaines. L’estuaire est aussi le lieu où la force du fleuve est ralentie. Certains polluants s’y sédimentent préférentiellement et peuvent s’y concentrer.
Pour des besoins commerciaux, militaires, maritimes, agricoles, halieutiques ou sécuritaires, depuis des temps millénaires ou séculaires, des ports, des chenaux, des canaux, des aménagements de stabilisations, de drainage et d’assèchement, des atterrissements ou des aménagements conchylicoles ou cynégétiques en ont modifié les volumes et les profils en travers et en long.
L’être humain a cherché à maîtriser les estuaires en fixant les berges et les chenaux, en y construisant de coûteuses digues, parfois immergées. Pour ce faire il a mobilisé les sciences naturalistes, comme les mathématiques (modélisation) et la physique (dynamique des fluides et des matériaux). Depuis quelques décennies, les sciences sociales et économiques sont également appelées par les aménageurs, notamment pour y résoudre les conflits d’usages (chasse, pêche, tourisme, promenade, loisirs, nautisme, plongée sous-marine, pêche à pied, activités portuaires, etc.).
C’est le seul écosystème où la modification altimétrique de la ligne d’eau biquotidienne varie dans le temps et dans l’espace, en même temps que la salinité et la turbidité. On y trouve des espèces marines, des espèces d’eau douces et des espèces endémiques aux estuaires. Quand la pollution et la surpêche ne la surexploitent pas, la biomasse produite y est exceptionnellement élevée, notamment en zone tempérée (en Europe notamment). Les estuaires sont à l’origine de nombreuses chaînes alimentaires (mysidae) et poissons, notamment). Ceci en fait une zone de reproduction et de nourrissage irremplaçable pour nombre d’espèces. 
Tous travaux d’aménagement en aval ou amont peuvent avoir un impact différé dans l’espace et dans le temps, sur les flux, sur les courants, sur les vasières, sur la sédimentation, sur le mouvement et l’importance ou la qualité du bouchon vaseux et parfois sur la sécurité des usagers.

## Étymologie
Issu du latin classique aestuarium « endroit inondé par la mer à marée montante, lieu où le flux pénètre », mais aussi « lagune, étang maritime où l'on nourrissait du poisson », dérivé de aestus (« flux de la mer »), substantif du verbe aesto « je bouillonne ». Le mot est un emprunt savant comme en témoignent ses attestations tardives (XVe siècle, mais il ne figure dans les dictionnaires qu’au XVIIIe siècle) et le maintien du /s/ de Es-. De la même racine latine procède étier, sans doute par l'intermédiaire d'une forme gasconne ou du sud ouest du domaine d'oïl, d'où également le dérivé français étiage.

## Bouchon vaseux

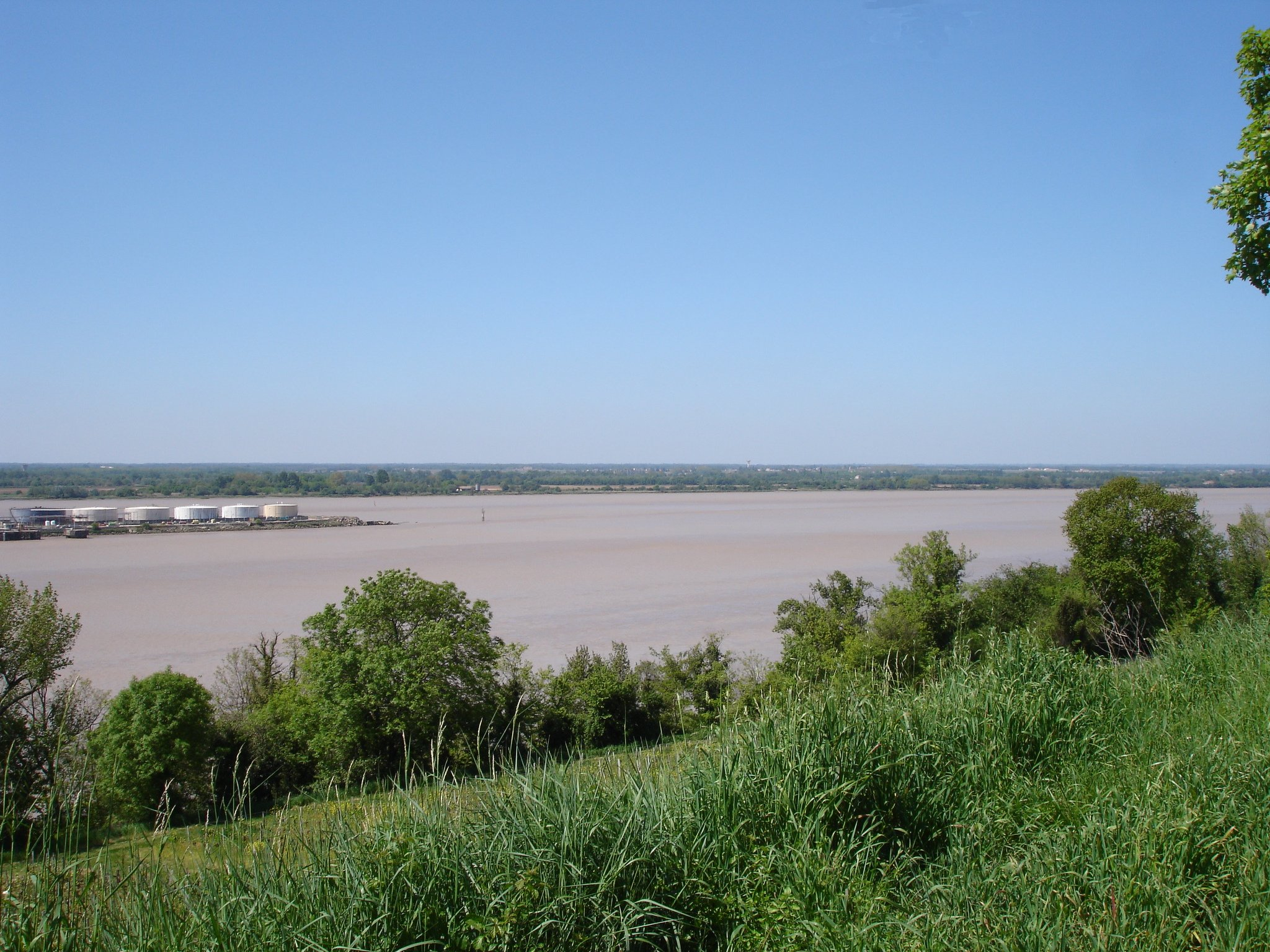
Les eaux des estuaires sont généralement turbides, caractérisées par un bouchon vaseux (estuaire de la Gironde, Sud-Ouest de la France).

L'envasement et la formation du bouchon vaseux résultent de la rencontre des eaux douces chargées de matière en suspension et de nutriments en solution, et des eaux marines salées. Les particules les plus fines (particules d'argiles et colloïdes organiques notamment) qui sont chargées négativement s'agglomèrent en flocons (processus de floculation) sous l'action des cations de l'eau de mer qui neutralisent ces charges négatives.
Zone de turbidité maximale, le bouchon migre au rythme des marées. Sa taille et sa position évoluent selon les conditions hydrosédimentologiques propre à l'estuaire et selon des facteurs tels que température, ensoleillement, débits, cycles de marée, pollutions, et en fonction des pratiques humaines ou de l'évolution naturelle du bassin hydrographique, très en amont (fonte des neiges, pluies intenses, renaturation ou au contraire imperméabilisation, pratiques agricoles érosives et forestières (labours, désherbage, coupes rases…), pollutions, travaux de curage… qui exacerbent la teneur de l'eau en nutriments, matière organiques, matières en suspension, etc.).
Le bouchon vaseux constitue un (éco)système tout à fait particulier, souvent gravement perturbé par les activités humaines, en raison d'une quantité excessive d'eutrophisants, de matière organiques, de pesticides et d'autres polluants adsorbés sur les particules en suspension ou solubilisés dans l'eau, pour partie protégés d'une décomposition rapide par la lumière ou l'oxygène natif produit par le phytoplancton.
Le bouchon vaseux a été peu étudié jusque dans les années 1980. Depuis, de nombreuses études ont montré qu'il était naturellement important pour la productivité biologique des estuaires, très élevée, mais qu'en raison de perturbations humaines notamment, il peut devenir une zone dégradée et contribuer aux zones mortes marines, et devenir une source très importante d'émission de CO2 et de CH4, deux gaz à effet de serre d'importance majeure.

## Des écosystèmes particuliers

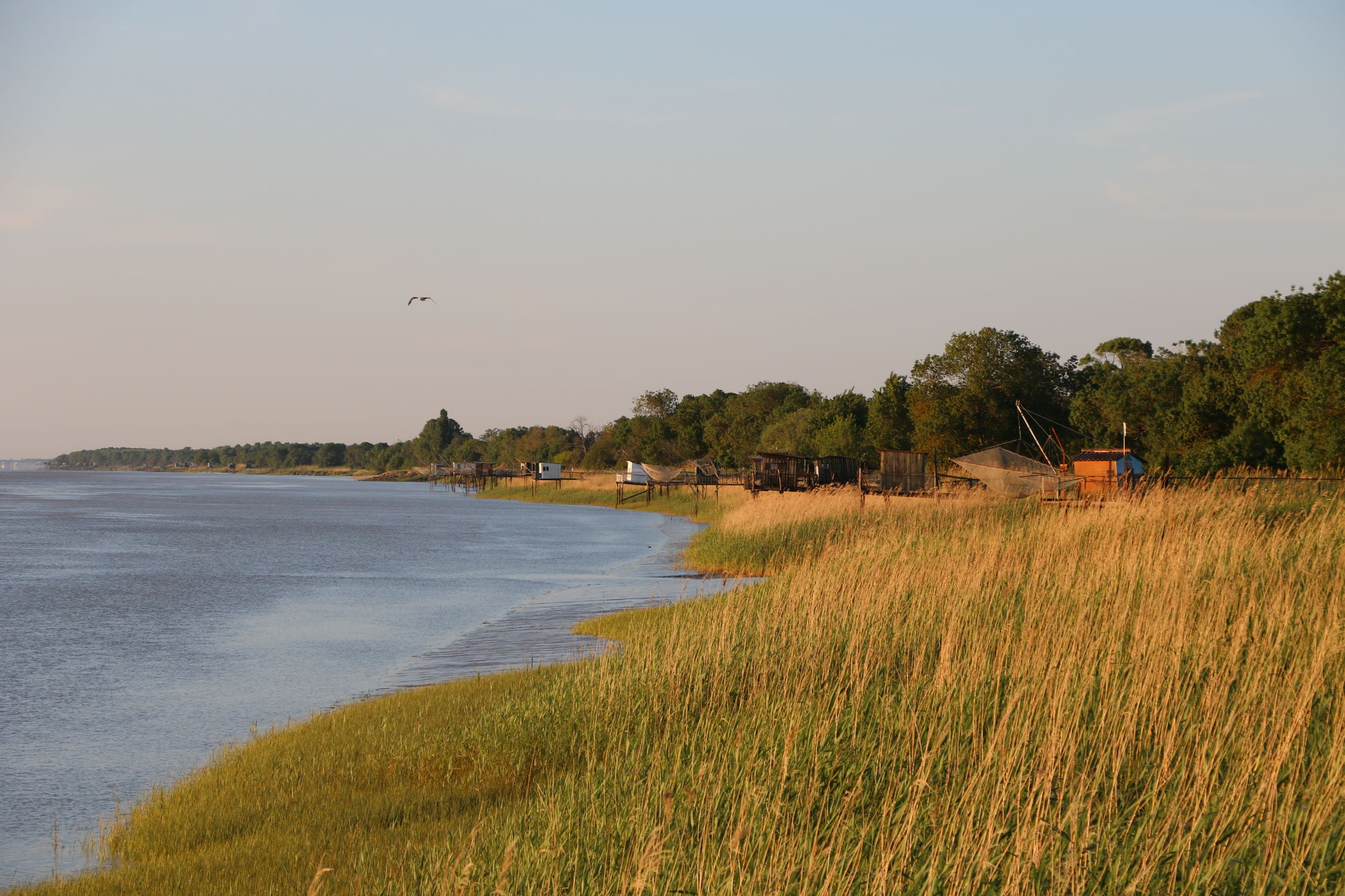
Roselière de Pauillac sur l'estuaire de la Gironde.

Les estuaires regroupent généralement une mosaïque de milieux tels que roselières, marais salés, vasières, bancs coquilliers et éventuels bancs de sable, de gravier ou cordon de galet...
La qualité du cours d'eau et sa teneur naturelle en oxygène et nutriments va influencer l'aval de l'estuaire sur le plateau continental, parfois à des dizaines à centaines de kilomètres dans le cas des grands fleuves.
Les milieux estuariens sont caractérisés par des marnages importants, des courants parfois violents. Ils sont néanmoins riches en biomasse (ex : jusqu’à 1 million de larves de coques par mètre carré en baie de Somme) et une productivité globale estimée à au moins 30 tonnes par hectare pour les petits estuaires en climat tempéré. Ils sont donc des sources importantes de services écosystémiques mais qui peuvent être dégradés par diverses pollutions qui y dégradent les ressources (Les polluants sont par exemple des pesticides, résidus d'antifoolings, métaux lourds ou nitrates par exemple).
La protection des estuaires implique une gestion quantitative et qualitative de l’eau à l’échelle des bassins versants entiers. Certaines activités y ont été interdites (exemple : le pétardage des armes chimiques, non explosées ou stockées des deux premières guerres mondiales). Plusieurs dizaines de petits estuaires européens sont concernés par la proximité de dépôts anciens de munitions immergées susceptibles de les polluer par les nitrates, le mercure, le plomb, le cuivre, etc., si ce n’est pas des toxiques de guerre de type ypérite, chloropicrine.
Les milieux intertidaux sont des écotones particuliers, dont la slikke et le  schorre sont les deux principales composantes dans les milieux tempérés ou  continentaux, remplacées par la mangrove en zone tropicale.

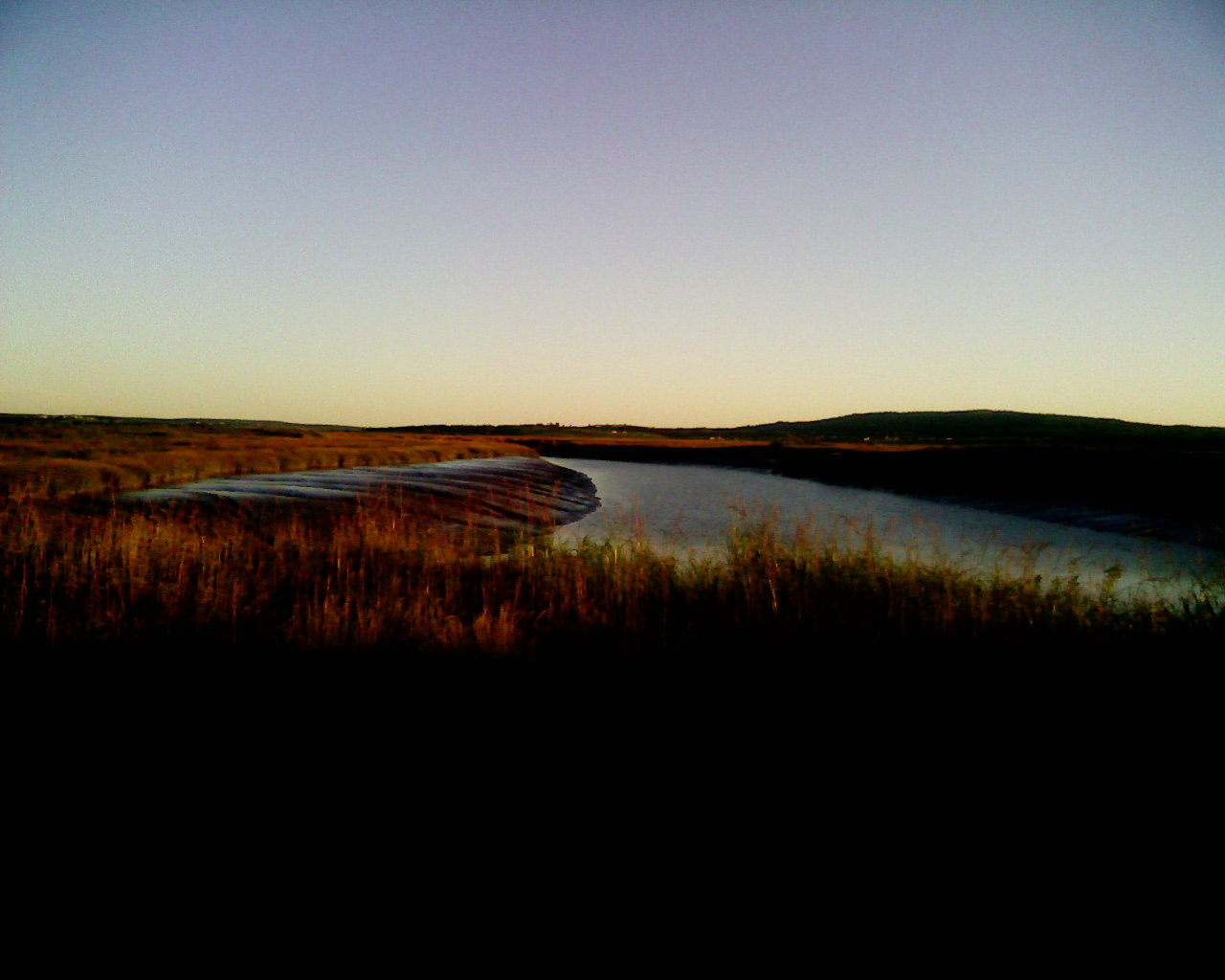
Exemple caractéristique de slikke (vasière d'estuaire)

- La slikke est l’étage le plus bas : exposée à la mer, zone vaseuse immergée à chaque marée, apparemment pauvre, elle abrite une vie intense, essentiellement des macroinvertébrés et micro-organismes. La basse-slikke, gorgée d’eau, accueille des plantes phanérogames rare (réduite aux zostères). La haute-slikke est, elle, couverte de salicornes et de spartines (graminées dures résistantes au sel).
- Le schorre n’est submergé qu’aux grandes marées et lors des tempêtes, mais il est exposé aux embruns. Il abrite des graminées constituant les prés salés et une végétation d’autant plus variée que l’eau douce est présente. 
 Le bas-schorre est un milieu de transition accueillant encore des espèces de la haute slikke qui se mélangent à la glycérie maritime (Puccinellia maritima) et à l’aster maritime.
Le moyen-schorre accueille l’obione faux-pourpier (sous-arbrisseau aux feuilles persistantes) évoluant vers le haut schorre enrichi de statice maritime (lavande de mer), plantain maritime, avec encore l’aster et la glycérie maritime. Coléoptères, diptères, collemboles complètent la faune des crustacés des bords de slikke, qui nourrissent de nombreux oiseaux (laridés (mouettes et goélands), limicoles, oies bernaches, canards, hérons à marée basse et oiseaux plongeurs piscivores (grèbes) ou malacophages (eiders, macreuses) à marée haute.

### Habitats spécifiques

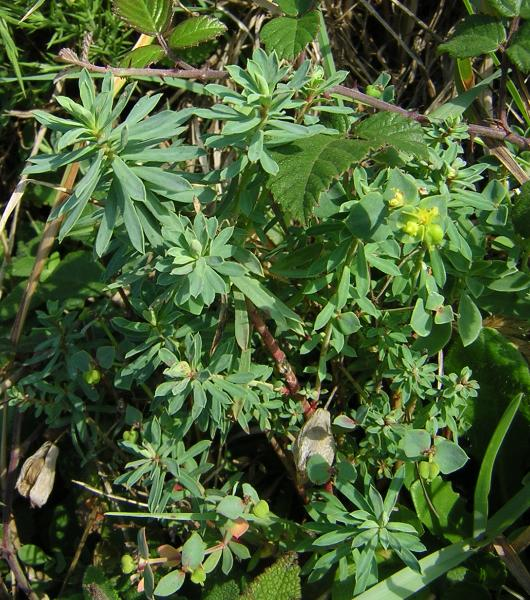
Euphorbia portlandica, l'euphorbe des estuaires.

Comme les deltas, les estuaires, par mélange (ou parfois par stratification partielle) d'eaux de densité, salinité et températures et turbidité différentes créent des conditions et habitats uniques, exploités par certaines espèces tout ou partie de leur cycle de vie. Les estuaires sont par exemple des lieux de ponte ou de grossissement uniques et vitaux pour certains poissons (sole et plie). Certaines espèces végétales terrestres ou aquatique sont endémiques d'estuaires (ex. : L'Angélique des estuaires, dans l'Ouest de la France). 
Remarque : La plupart des amphibiens fuient les zones salées, sauf en Europe le pélodyte ponctué et le crapaud calamite qui fréquentent volontiers les rivages estuariens, avec la Rainette.
En Europe, le mot «estuaire» figure dans les cahiers d'habitats naturels définis en application de la directive Habitats. Parmi les habitats côtiers (toujours au sens de la Directive), trois habitats sont dits estuariens. Un estuaire est défini comme la « partie aval d’une vallée fluviale soumise aux marées, à partir du début des eaux saumâtres. Les estuaires fluviaux sont des anses côtières où, contrairement aux « grandes criques et baies peu profondes ». L’interaction des eaux douces avec les eaux marines ainsi que la réduction du flux des eaux dans l’estuaire provoquent le dépôt de fins sédiments sous forme de larges étendues de « replats boueux » et sableux. Lorsque l’écoulement du fleuve est plus lent que le flot, les dépôts de sédiments forment un delta à l’embouchure de l’estuaire » 
En aval de zones polluées (ce qui est le cas de très nombreux estuaires), là où le courant ralentit et au gré de phénomènes de bioconcentration et de sédimentation, des "poches" de sédiments pollués peuvent apparaître, plus ou moins remobilisés lors des tempêtes, curages et crues saisonnières, voie lors d'actions de pêche au chalut. En France, le projet « CAROL » (Camargue-Rhône-Languedoc) a ainsi mis en évidence des poches de sédiments très radioactifs au droit de l’embouchure du Grand-Rhône, contaminés par du césium 137, fixé sur des sédiments.

## Artificialisation et pollution des estuaires

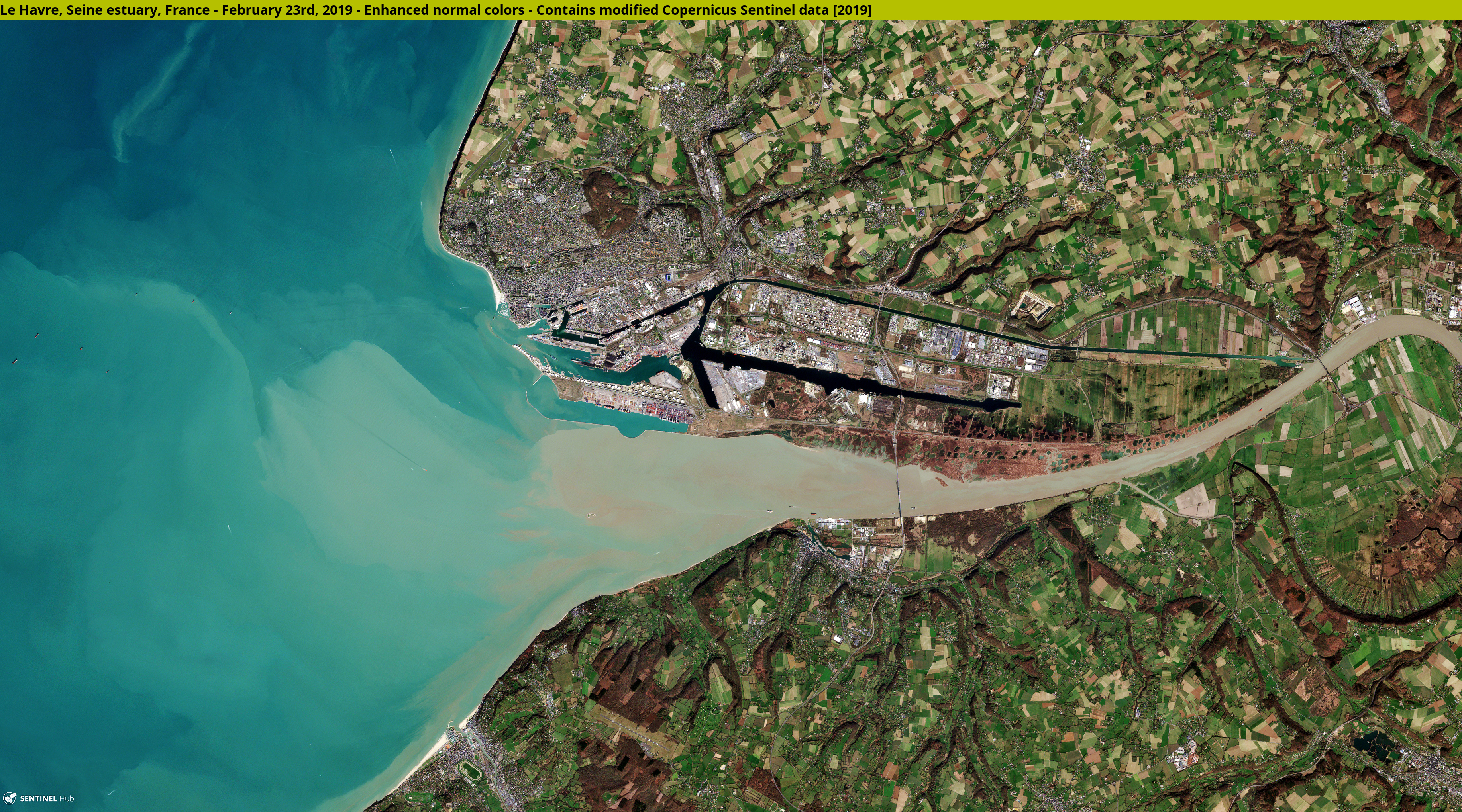
Estuaire de la Seine au Havre.

Les écosystèmes estuariens se dégradent presque partout, et parfois depuis des siècles. Dans le monde entier, la plupart des estuaires sont constamment traversés par des eaux contaminées par divers polluants d'origine terrigènes, dont des microplastiques. D'autres ou les mêmes abritent aussi un ou plusieurs ports qui peuvent être des sources importantes d'artificialisation et de pollution (Ex en Europe : port d'Anvers sur l'Escaut, avec 160 Mt, dont 75 Mt de conteneurs, et port de Hambourg sur l'Elbe, avec 126 Mt, dont 83 Mt de conteneurs ; 2e et 3e ports européens derrière Rotterdam. En France on trouvera par exemple les ports du Havre, de Nantes-Saint-Nazaire ou de Bordeaux…)
Aux États-Unis, la Loi Magnuson–Stevens sur la gestion et la conservation des ressources halieutiques (11 octobre 1996) reconnait explicitement que « l'une des plus grandes menaces à long terme pour la viabilité de la pêche commerciale et récréative est la perte continue d'habitats marins, estuariens et d'autres habitats aquatiques ».
Comme le courant y ralentit et que l'effet des marées s'y fait sentir, certains polluants plus lourds ou s'adsorbant sur les sédiments peuvent s'y déposer et s'y accumuler puis être concentrés par les organismes vivants. D'autres s'adsorberont sur les particules en suspension du « bouchon vaseux »
En France et dans quelques pays, il existe aussi une tradition de chasse aux oiseaux d'eau (parfois dits « sauvagine ») dans les estuaires. Cette chasse est responsable depuis au moins deux siècles au moins d'un apport considérable de plomb sous forme de billes de plomb de chasse (30 à 40 grammes par cartouche). En 2018 l'Agence européenne des produits chimiques estime que 30 000 à 40 000 tonnes de plomb sont dispersées dans les écosystèmes par la chasse et le tir sportif. Une partie de ce plomb continue à contaminer les zones humides et in fine les estuaires où elles sont notamment source de saturnisme aviaire.
Outre les eutrophisants d'origine agricole ou urbaine (nitrates, phosphates) et une eau rendue plus turbide par l'agriculture (labour surtout), de nouveaux polluants sont apparus au milieu du XXe siècle ; pesticides, perturbateurs endocriniens chimiques, dioxines, métaux lourds essentiellement apportés par les fleuves, et tout particulièrement lors des inondations. Il est constaté que les estuaires se comportent comme un filtre naturel pour les métaux en solution ou en suspension dans l'eau, qui tendent à s'y accumuler (bloquant jusqu'à 25 % à 50 % de l’afflux de métaux fluviaux dans le cas de l'Escaut alors que les marais n'y représentent que moins de 8 % de la surface totale de l’estuaire), au détriment cependant de la qualité d'eau du bouchon vaseux et des sédiments. De plus ces métaux ne sont pas dégradables et avec la montée des océans les estuaires actuels (ceux qui ne forment pas de delta) pourraient se déplacer vers l'amont et ils pourront dans les décennies ou siècles à venir se retrouver sur le plateau continental où ces métaux pourraient potentiellement alors à nouveau être remis en suspension.
Certains estuaires tels que l'estuaire de la Somme ont été jusque dans les années 1990 utilisés pour le « pétardage » de munitions chimiques de la Première Guerre mondiale, encore régulièrement trouvés dans les sols du nord de la France par les agriculteurs ou en forêt par les forestiers.
Des épinoches élevées en cage (cagging) ont été utilisées pour l'analyse de biomarqueurs de perturbation hormonale dans quelques estuaires du Royaume-Uni. Des inductions de spiggin, marqueur d'une exposition à des androgéno-mimétiques ont été observées après 7 semaines de présence dans un estuaire contaminé par de tels leurres hormonaux.

## Estuaires et effet de serre
Les fleuves et les estuaires européens macrotidaux sont (ou sont récemment devenus) une source très importante de gaz à effet de serre comme le CO2 et le méthane CH4 émis dans l'air,.
Ces émissions ont plusieurs origines :
- respiration des organismes vivants non compensée par la photosynthèse (quand celle-ci est inhibée par la pollution ou le manque de pénétration de la lumière dans le bouchon vaseux et/ou le panache estuarien (cf turbidité), surtout dans un contexte d'eutrophisation ;
- respiration des organismes hétérotrophes (non photosynthétiques, décomposeurs en particulier) ;
- minéralisation d'une partie des matières organiques apportées par les fleuves ;
- acidification due à la nitrification (et moindrement à une augmentation du taux d'acide carbonique ?)…
- CO2 apporté par des eaux souterraines ou des fleuves (ou canaux) sursaturées en CO2 et appauvris en O2 (fréquent en automne, hiver, début du printemps pour les fleuves drainant des zones agricoles et/ou urbaines denses, surtout après les crues). Une partie est évacuée en mer, mais le reste de ce CO2 dégaze dans l'atmosphère quand l'eau est sursaturée en CO2 et/ou agitée par les turbulences induites par les interactions entre fleuve, courants de marée et vent. À la fin du XXe siècle, dans l'hémisphère nord les apports fluviaux aux estuaires étaient déjà devenus trois fois supérieur au CO2 estimé exporté dans l'eau vers la mer du Nord, ce qui indique une fuite nette de CO2 vers l'atmosphère à partir du CO2 dissous dans les eaux douces ou présent sous forme de matière organique dégradée dans les estuaires ou leur panache[25]. En Europe, environ 90 % du CO2 apporté à la mer par les fleuves est estimé exporté vers la mer du nord, mais certains estuaires et panaches[26] estuariens en relarguent une partie[26],[27]

On pensait autrefois en raison de leur riche productivité (> 30 T/ha/an) que les estuaires étaient des puits de carbone, mais quand l’estuaire est eutrophisé ou dystrophe, des émissions de CO2 et de CH4 peuvent avoir lieu, en quantités très importantes à partir des sédiments et du bouchon vaseux, la nuit notamment, comme l'ont montré une série d'études ayant porté sur plus de 30 estuaires européens. 
Mais le protocole de Kyoto n'a pas pris en compte ces émissions qui pourtant vers l'an 2000 pouvaient correspondre pour l'Europe à plus 8 % du total de ses émissions de gaz à effet de serre, (voire plus en équivalent CO2).
Diverses études ont mesuré la pression partielle en CO2 (pCO2) dans les eaux de surface ainsi que les flux eau-atmosphère sur des estuaires en Amérique du Nord, Chine et Europe. La qualité de l'eau (eutrophisation, polluants inhibiteurs de photosynthèse, taux de carbonates, température, salinité et turbulences qui modifient le coefficient (K)d’échange gazeux eau–air (cf. constante de Henry du CO2) et donc la solubilité du CO2 dans l'eau) ainsi que la saison influent fortement sur le fait qu'un estuaire soit un puits de carbone ou au contraire un émetteur. Pour l'Elbe, par exemple qui semble émettre en moyenne peu de CO2, la période critique semble être le printemps.
Une étude plus récente (1998) basée sur les émissions de CO2 (mais il faudrait y ajouter le méthane) de 9 estuaires européens, a conclu à des émissions gazeuses situées dans une fourchette de 0,1 à 0,5 mole de CO2 par mètre carré et par jour, soit un bilan net journalier de flux vers l'atmosphère de plusieurs centaines de tonnes de carbone/jour (« jusqu'à 790 tonnes/jour de carbone  dans l'estuaire de l'Escaut »). Selon les extrapolations, la fourchette pour les estuaires européens donne pour le début des années 2000 une émission comprise entre 30 et 60 millions de tonnes de carbone par an dans l'atmosphère, soit selon le chiffre retenu, l'équivalent de 5 à 10 % de toutes les émissions anthropiques de CO2 de l'Europe occidentale, ce qui correspond à peu près à ce que les écosystèmes continentaux sont supposés pouvoir fixer en Europe (sachant que le stockage dans les forêts augmente en Europe, mais qu'il est stable ou en régression dans les prairies et se dégrade dans les sols labourés victime d'une érosion qui se traduit par une turbidité croissante de nombreux cours d'eau depuis les années 1970 notamment).
Diverses études montrent depuis les années 1950 une altération spectaculaire de la capacité des sols continentaux à conserver leur carbone, avec des taux de carbonates de plus en plus élevés dans les fleuves (Mississippi par exemple) vers les estuaires et mers (HCO3– + CO32–) à partir des sols.
En 2018, de nouvelles données éclairent ce qui se passe dans les estuaires tropicaux de l'hémisphère sud, montrant que les émissions de CO2 et de CH4 y sont encore très sous-représentées (dans l'inventaire mondial des émissions des estuaires ; par ex sous estimées de 15 % dans 3 estuaires étudiés par rapport aux modèles pour ces latitudes).
Les concentrations saisonnières de CO2 et de CH4 (sur le gradient de salinité de trois estuaires australiens à dominance de mangroves tropicales) ont été mesurées en combinant une étude isotopique du carbone, une mesure des apports par les eaux souterraines, la mesures des apports fluviaux et le temps de séjour en eau douce. Globalement, les émissions de CO2 et de CH4 allaient respectivement de 21,6 à 110,4 mmol m−2 d-1 et de 40,3 à 1047,1 μmol m−2 d−1, respectivement, (à l'intérieur ou à l'extrémité supérieure de la fourchette des données disponibles pour les estuaires en Australie et dans le monde). Les facteurs explicatifs varient selon la saison (ex : augmentation des émissions lors de la saison des pluies) et le contexte (apports terrigènes, souterrains, etc.). Ainsi dans l'estuaire de la rivière Johnstone les émissions très élevées étaient expliquées par le carbone des eaux souterraines et l'apport fluvial (alors que dans les estuaire des rivières Fitzroy et Constant Creek, la production de gaz in situ et les apports de carbone terrestre expliquaient le mieux les émissions de CO2 et de CH4. Les auteurs en concluent que la part de la contribution du "CO2 fluvial" dans le CO2 mondial pourrait être plus importante que la part du CH4 des rivières par rapport aux émissions globales de CH4 des estuaires. L'estimation globale révisée des émissions de CO2 de l'estuaire entre 0 et 23,5° de latitude sud, est de 52,1 ± 16,1 mmol m−2 d− 1 (soit 15 % de plus que l'estimation récente concernant ces latitudes).
Les émissions de gaz à effet de serre (GES) de certains fleuves alimentant des estuaires commencent à être étudiées, mais les données manquent encore pour les canaux.

## Entités juridiques particulières
Les estuaires, qui sont à la croisée des milieux (eaux douces et salées, air et sols, fleuves et mers), sont concernés par de nombreuses politiques et réglementations : maritime et halieutique, portuaire, des transports, d’aménagement des territoires, du littoral, d’environnement, en particulier.

## Limites biogéographiques ou administratives?

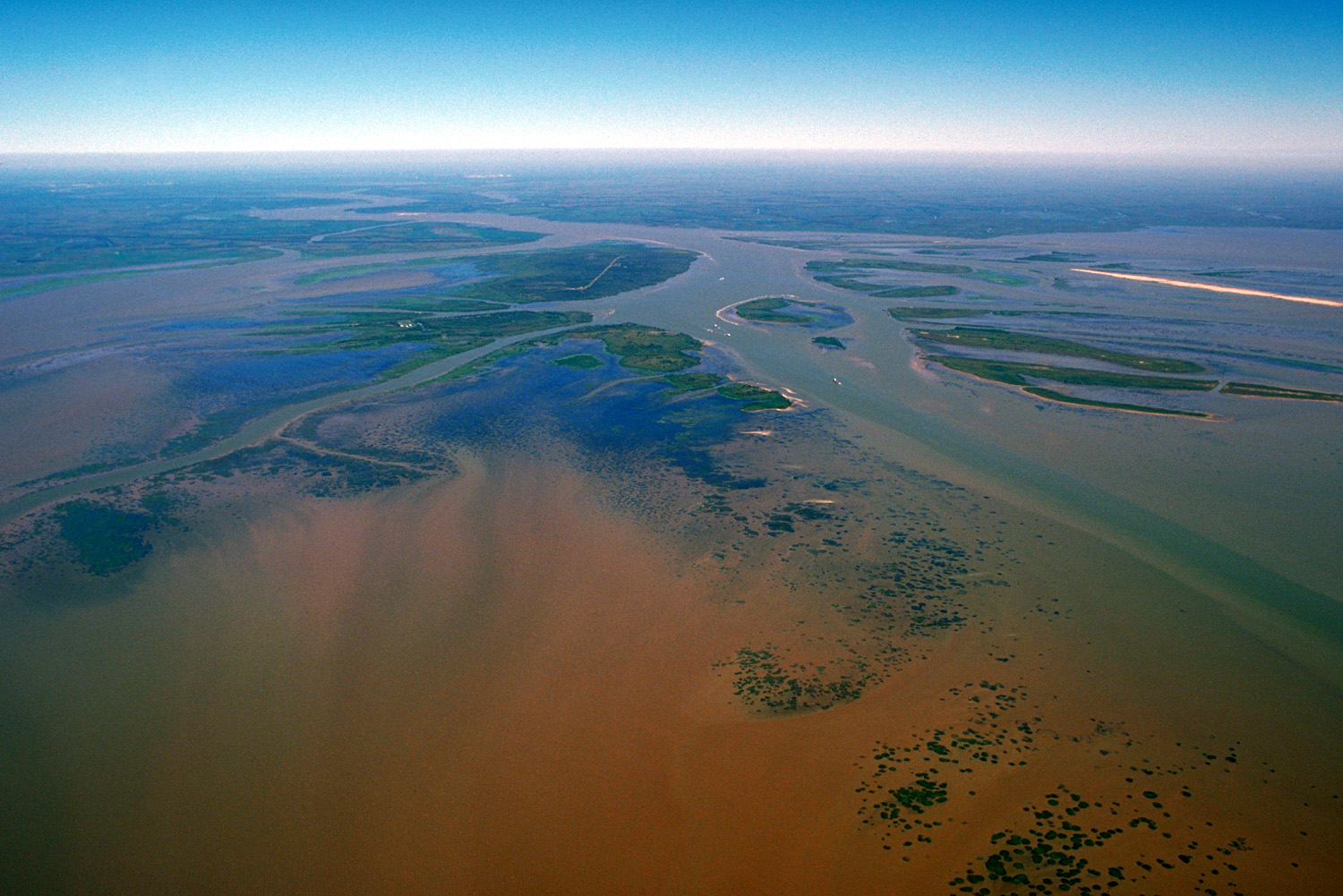
Delta de l'Atchafalaya, dans le Golfe du Mexique.

Selon les critères retenus (géomorphologiques, biologiques, paysagers ou de navigabilité…) et leur mise à jour, les limites des estuaires diffèrent. Ceci pose des problèmes juridiques complexes, par exemple pour la réglementation de la pêche ou la définition des zones concernées par la loi littoral ou Natura 2000.
Longitudinalement, l’estuaire peut s’étendre jusqu’à la zone d'influence des marées (maxima ou marée moyenne). Transversalement, l’estuaire en tant qu’entité écologique et paysagère intègre les milieux adjacents, dont généralement des zones humides, et, selon les contextes, une part plus ou moins importante des lits majeurs et lits mineurs historiques et géologiques, voire l’ensemble du bassin versant quand il est petit.
Le plus souvent, les principales limites administratives sont des limites transversales, avec par exemple en France :
- limite transversale de la mer (LTM, cf. décret no 2004-309 du 29 mars 2004 en droit français) : c’est parfois une limite géographique et/ou culturelle clairement identifiée sur des cartes et par des repères physiques fixes (phare, cap, sommet..). C’est parfois une limite arbitraire, sans base physique ou socio-économique, choisie en raison d’une découpe complexe ou mouvante des côtes. Elle est parfois fixée assez loin à l’intérieur de l’estuaire.
La LTM distingue ainsi en France le domaine public maritime et le domaine public fluvial ou le domaine privé des riverains si le cours d’eau n’est pas domanial. Elle sert également de référence pour déterminer les communes riveraines de la mer au sens de la loi littoral ;
- limite de salure des eaux (LSE), souvent utilisée pour réglementer la pêche et la chasse maritimes et en France (loi littoral de 1986) pour la délimitation des communes estuariennes et le champ d’intervention du Conservatoire de l’espace littoral et des rivages lacustres.
En France, le décret 75-293 réglemente l’exploitation de la chasse sur le domaine public maritime et sur la partie des cours d'eau domaniaux située à l'aval de la limite de salure des eaux. C'est donc une limite réglementaire concernant la gestion des espèces vivantes ;
- limite de l’inscription maritime : elle correspond (en France) au premier obstacle physique à la navigation maritime sur le fleuve. À son amont, la navigation est fluviale. Elle est maritime en aval. Cette limite se confond pour certains fleuves avec la limite de leur embouchure (LTM). Elle cadre avec certaines réglementations de la navigation maritime et fluviale ou encore avec l’exercice et le statut de la pêche en estuaire ;
- limite du front de salinité : définie par la zone où la salinité moyenne en surface est supérieure ou égale à 1 ‰. 
Cette notion résulte en France de la loi sur l’eau de 1992 qui impose une procédure d’autorisation ou de déclaration pour les installations, ouvrages, travaux ou activités ayant une influence importante sur le milieu aquatique (ex : dragages, en mer ou en zone estuarienne à l’aval du front de salinité) ;
- limites des masses d'eau : ces limites sont définies par la Directive cadre sur l'eau (DCE), qui définit une typologie des masses d’eaux « continentales », « côtières », « de transition », « fortement modifiées » et « artificielles ». L’état de ces masses d’eau devra être qualifié en France dans les Schémas directeurs d’aménagement et de gestion des eaux (SDAGE) et, s’il leur état écologique n’est pas satisfaisant, des plans de reconquête devront être définis. Cette Directive peut imposer de nouvelles limites qui ne se superposent pas obligatoirement avec celles, administratives, de la mer, de la salure des eaux, du front de salinité.

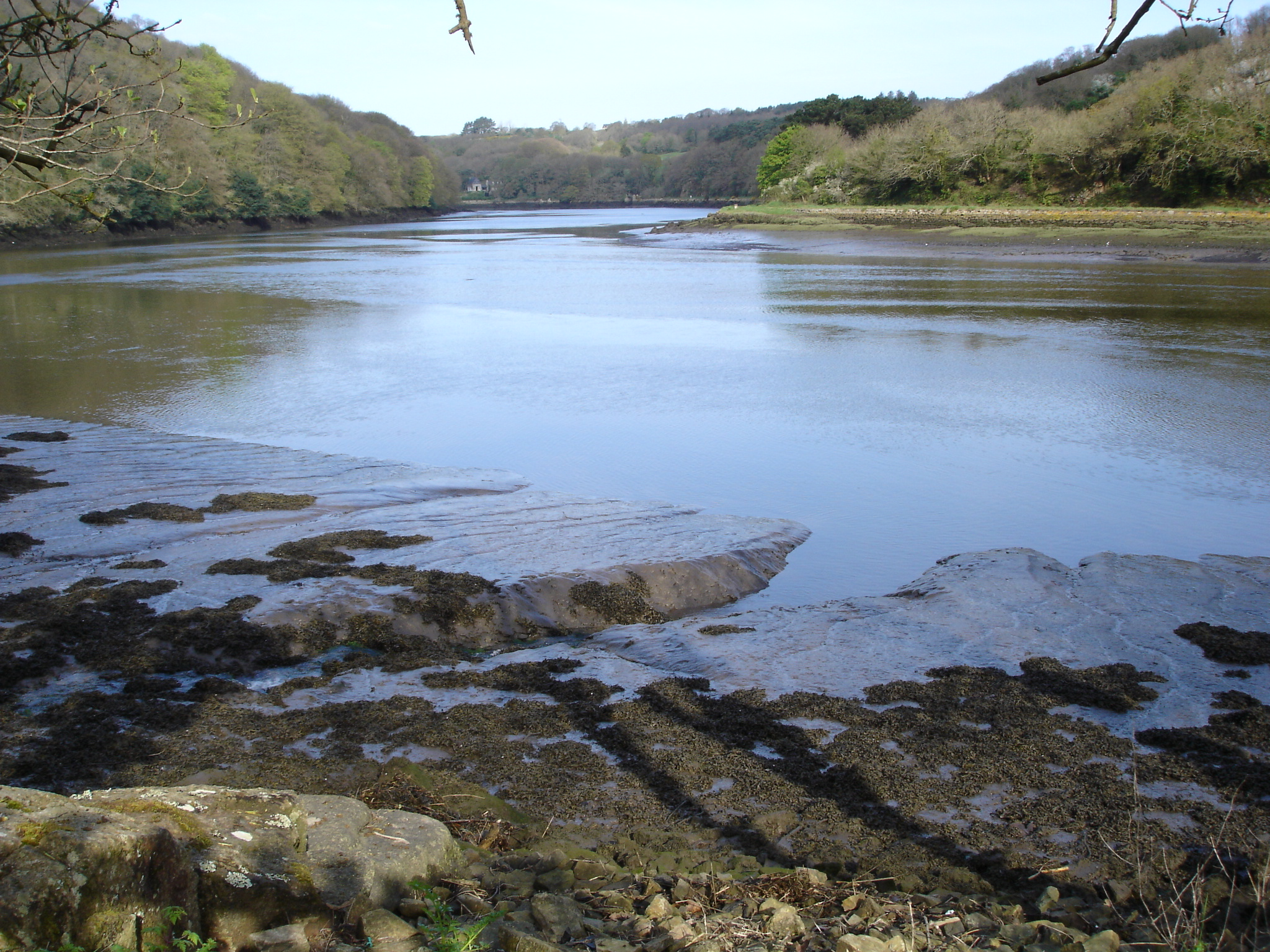
Estuaire du Léguer, depuis le sentier côtier rive gauche

Remarque : Le front d’onde et de salinité se meut avec les marées et varie selon leurs coefficients et le débit du fleuve (c'est un écotone mouvant dans l'espace et dans le temps, ce qui lui confère des caractéristiques écologiques particulières). La limite de l’influence des marées n’a pas de valeur administrative et peut se trouver très en amont de la limite de l’inscription maritime. Elle a cependant une valeur pour l’aménageur, le riverain ou l’écologue.
Il existe également des limites « longitudinales » de la partie aquatique des estuaires ou de leurs zones humides (utiles pour l’application des textes qui interdisent la chasse à la grenaille de plomb (cf. source de saturnisme des oiseaux d'eau), uniquement dans ou vers les zones humides en France).
En amont de la limite transversale de la mer, ce sont les limites des cours d’eau domaniaux qui comptent, matérialisées en France « par la hauteur des eaux coulant à plein bords avant de déborder ».
Les fleuves ont souvent été utilisés comme frontières administratives. C’est pourquoi il est courant que des estuaires soient situés sur deux pays, régions, départements, cantons ou districts différents (c’est le cas des estuaires de la Seine et de la Gironde en France qui sont sur plusieurs départements et sur deux régions). Ceci rend leur gestion encore plus complexe, avec des réglementations parfois divergentes ou contradictoires sur les deux berges.
En France,  la loi littoral de 1986 définit la limite entre les parties aquatique et terrestres de l’estuaire en considérant comme communes littorales, « les communes riveraines des estuaires et des deltas lorsqu’elles sont situées en aval de la limite de salure des eaux et participent aux équilibres économiques et écologiques littoraux ». Le décret no 2004-311 du 19 mars 2004 fixe une liste de 98 communes riveraines d’estuaires en aval de la limite transversale de la mer, et 87 situées en amont de cette limite et en aval de la limite de la salure des eaux.

## Gestion des estuaires
En France, à la suite de conflits sur l'estuaire de la Seine (Natura 2000, Port 2000) un rapport a été demandé pour prévenir d’autres contentieux. Des projets de parcs naturels marins incluant des estuaires sont en cours. Après un référentiel de gestion sur les dragages, d'autres sont prévus pour mieux appliquer la directive cadre sur l’eau, le réseau Natura 2000 et le management environnemental des ports (voir aussi Ecoport). Ce rapport recommande la mise en place de « comités d’estuaire » dans les grands estuaires, et de commission locale de l'eau dans les autres.

## Divers outils juridiques applicables aux estuaires
- Conventions internationales, dont OSPAR, Accord sur la conservation des oiseaux d'eau migrateurs d'Afrique-Eurasie (AEWA).
- Législation européenne, dont Natura 2000 (soixante estuaires environ concernés en France) et Directive cadre sur l'eau.
- Législations nationales, dont Parcs ou réserves naturelles communales, nationales ou régionales.
- Plus de trois cents Directives ou Règlements européens concernent l’environnement, dont nombreuses peuvent particulièrement concerner les estuaires.

### En France
- Directive territoriale d'aménagement (DTA) (en cours pour les estuaires de la Seine et de la Loire et recommandée pour celui de la Gironde par l'Inspection générale de l'environnement et le Conseil général des ponts et chaussées[36]).
- Schéma de cohérence territoriale (SCOT).

Un décret d’application devrait en 2006 réformer le Schéma de mise en valeur de la mer (SMVM), permettant de créer un volet SMVM dans les SCOT, pour une approche intégrée « terre/mer/fleuve » des documents de planification territoriale.
- SDAGE, SAGE et contrat de rivière.
- Conservatoire du littoral et des rivages lacustres.
- démarche de « gestion intégrée des zones côtières » (GIZC), destinée à résoudre ou réguler des conflits.

## Liste des principaux estuaires de France
- Estuaire de la Gironde ;
- Estuaire de la Seine ;
- Estuaire de la Loire, partie aval de la Basse-Loire correspondant à l'embouchure de la Loire ;
- Estuaire de la Rance : voir aussi l'Usine marémotrice de la Rance ;
- La série des « Estuaire picards » à la configuration géomorphologique particulière (avec du sud au nord, les estuaires de la Somme, de l'Authie, de la Canche, de la Liane (artificialisé), du Wimereux et de la Slack.

## Autres estuaires
- Estuaire de l'Amazone (Brésil)
- Estuaire du Saint-Laurent (Canada)
- Estuaire du Humber (Royaume-Uni)
- Estuaire de l'Ob (Russie)